# Idiostrangalia semiviridescens
Idiostrangalia semiviridescens är en skalbaggsart som först beskrevs av Maurice Pic 1914.  Idiostrangalia semiviridescens ingår i släktet Idiostrangalia och familjen långhorningar. Inga underarter finns listade i Catalogue of Life.